# Parque Hernández
El parque Hernández es un jardín histórico ubicado en el centro de la ciudad autónoma de Melilla, España y está emplazado en el Ensanche Modernista, en la plaza de España. Este espacio público, que abarca una extensión considerable, es considerado uno de los pulmones verdes de la ciudad y destaca por su valor arquitectónico, paisajístico, histórico y cultural.

## Historia
El origen del Parque Hernández se remonta a finales del siglo XIX, cuando el terreno que hoy ocupa el parque era una zona de relleno junto al cauce del antiguo Río de Oro. En 1900,  comandante general de la plaza, Venancio Hernández Fernández, promovió el proyecto para transformar este espacio en un jardín público. La iniciativa tenía como objetivo mejorar la calidad de vida de los habitantes de Melilla y embellecer la ciudad con un espacio ajardinado.
La construcción del parque comenzó a principios del siglo XX bajo la dirección del ingeniero militar Vicente García del Campo. La inauguración oficial tuvo lugar el 18 de mayo de 1902. Durante los primeros años, el parque estuvo en constante expansión, incorporando elementos arquitectónicos y ornamentales. 
Además de ser un lugar de recreo y paseo, el parque fue durante décadas el escenario principal de la feria de Melilla. Esta se celebró en el parque desde la década de 1910 hasta el año 2007. En 2008, la feria fue trasladada a la plaza de San Lorenzo, debido al desgaste que sufría el espacio ajardinado y la necesidad de un recinto más amplio y adecuado para las celebraciones.
El parque ha sido restaurado en varias ocasiones, destacando especialmente la rehabilitación integral realizada tras el traslado de la feria, finalizada en 2010.

## Toponimia
El parque recibe su nombre en honor al general Venancio Hernández Fernández, figura clave en la transformación de Melilla en un espacio urbano moderno durante su mandato. Su impulso fue fundamental para la creación del parque y otras iniciativas urbanísticas de la época.

## Marco legislativo
La creación y conservación del Parque Hernández se rige por normativas municipales que protegen los jardines históricos y espacios públicos. La restauración de 2010 se realizó bajo el marco de la legislación española sobre patrimonio cultural, siendo reconocido como Jardín Histórico por su valor arquitectónico y paisajístico.

## Arquitectura
El Parque Hernández de Melilla es un ejemplo destacado de la arquitectura paisajística y monumental de principios del siglo XX en el norte de África. Su diseño y evolución han sido influenciados por la visión urbanística del comandante general Venancio Hernández Fernández y el ingeniero militar Vicente García del Campo, quienes concibieron el parque como un espacio de recreo y embellecimiento para la ciudad.

### Entrada principal
La entrada principal del parque fue diseñada en 1914 por el ingeniero militar José de la Gándara. Esta portada monumental, construida en piedra de sillería, presenta dos torreones rematados por coronas ducales. En cada torreón se erige una escultura de Guzmán el Bueno, representado en el momento de lanzar el puñal con el que sacrificó a su hijo durante la defensa de Tarifa. Bajo estas figuras, se encuentran elementos heráldicos con el escudo de la ciudad. Los escudos originales fueron destruidos durante la II República y posteriormente reconstruidos por el escultor Emilio Manescau en 1951.

### Templete de música

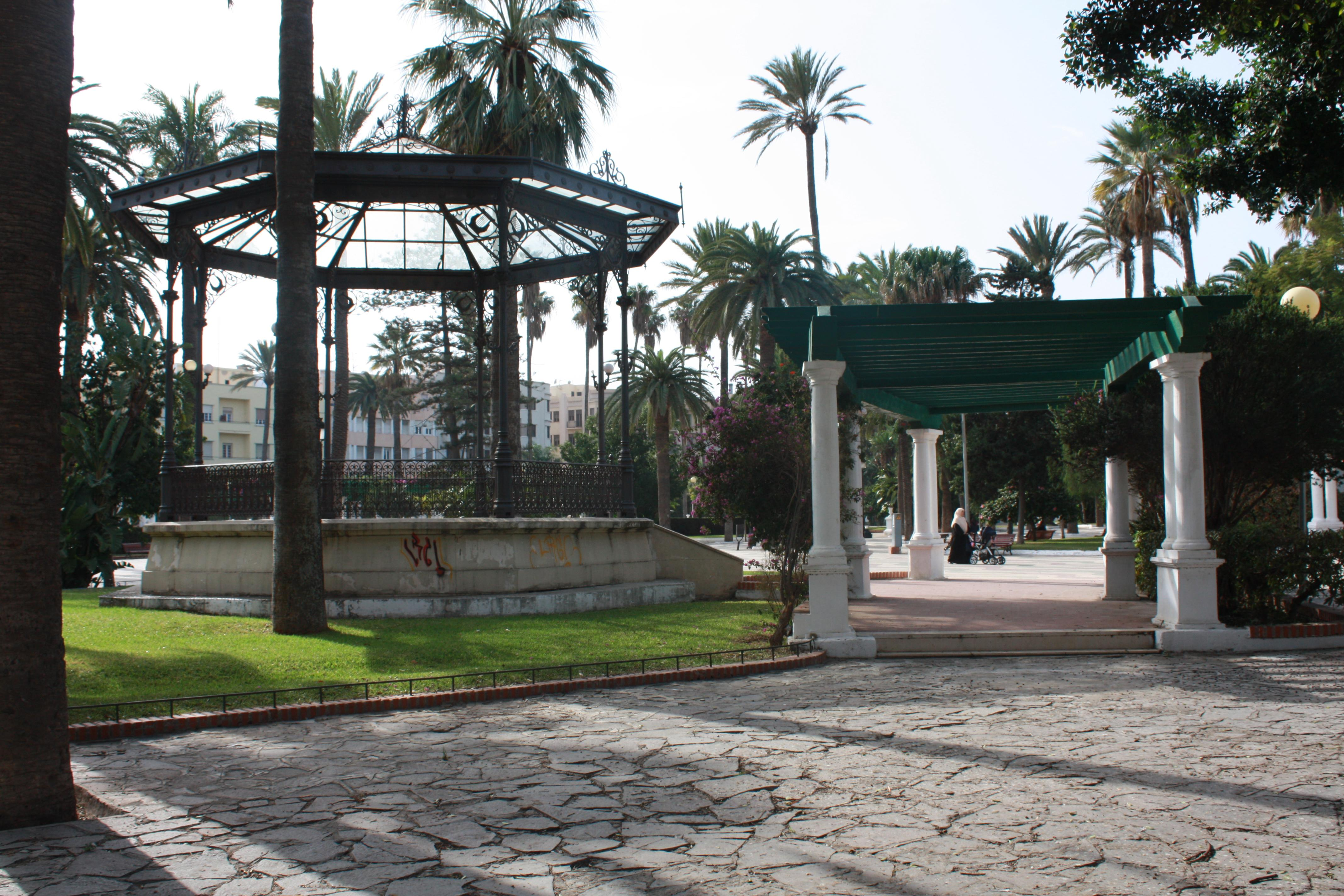
Templete de música

En 1907, se construyó un templete de música en el centro del parque, diseñado para albergar conciertos y actividades culturales al aire libre. Este espacio ha sido testigo de numerosas veladas musicales y eventos comunitarios a lo largo de los años.

### Cerramiento
El cerramiento del parque se completó en 1918, con la instalación de una verja metálica que delimita el espacio y lo protege del entorno urbano. Entre 1927 y 1930, se construyeron pérgolas artísticas en las rotondas laterales del paseo principal norte-sur, que aportaron un carácter distintivo al parque. Estas estructuras, junto con las mejoras en los paseos y jardines, contribuyeron a la consolidación del parque como un espacio de esparcimiento y encuentro para los melillenses.

### Bancos y farolas

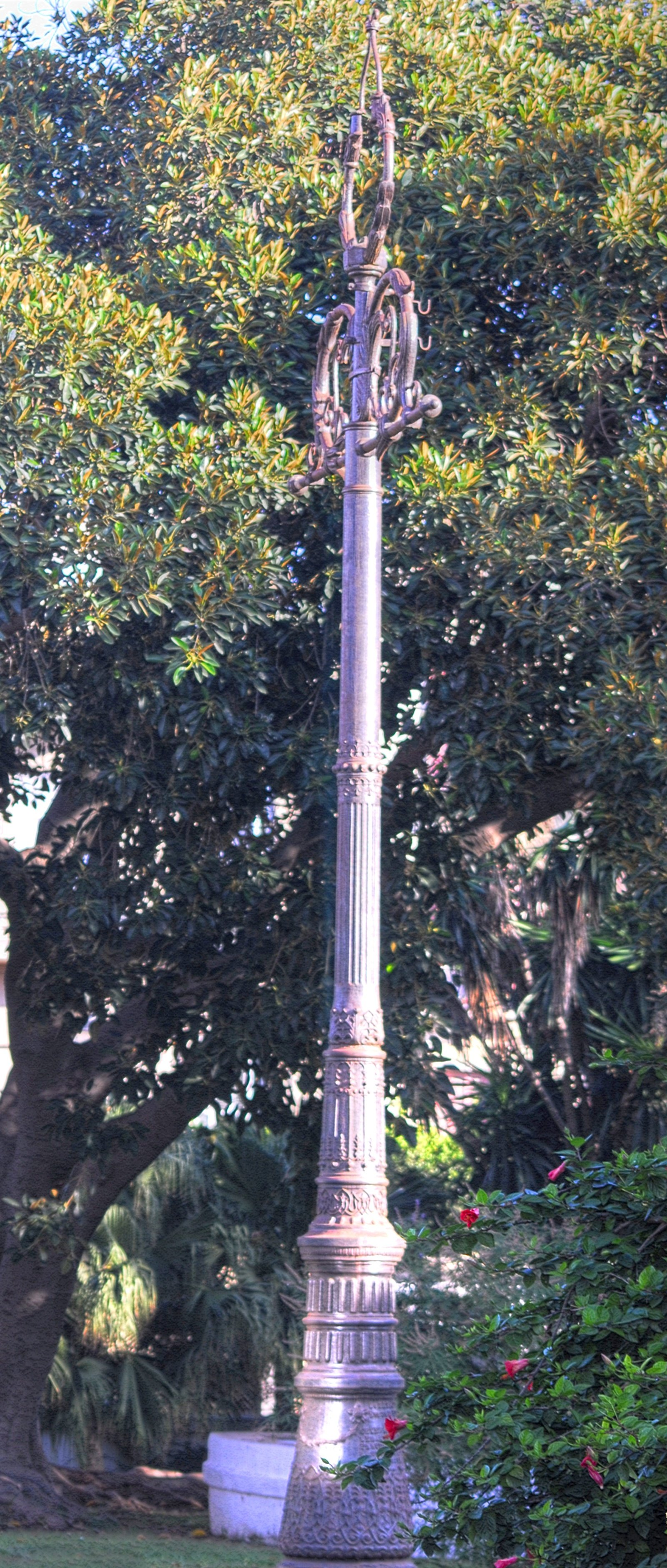
Farola

El parque está dotado de numerosos bancos y farolas que proporcionan comodidad y ambientación para quienes visitan el lugar. Los bancos, elaborados con materiales tradicionales como la piedra y la madera, permiten a los usuarios disfrutar del entorno natural y de las diversas actividades que se realizan en el parque. Las farolas también juegan un papel esencial, no solo en términos funcionales sino también estéticos, iluminando los caminos y paseos del parque durante la noche.

### Pavimentos
A lo largo de los años, el parque ha experimentado diversas transformaciones en sus pavimentos. Inicialmente, el suelo era de tierra apisonada, posteriormente se introdujeron lajas de piedra del Gurugú. En la década de 1970, se incorporaron mosaicos de piedra artificial con motivos como los signos del zodiaco. En los años 80, se instaló terrazo en tonos blanco, negro y rojo en el paseo central. Finalmente, en la actualidad, el pavimento del parque presenta un diseño ondulado en tonos blanco, verde y rojo, que proporciona una estética coherente con el entorno modernista.

## Paisajismo
El Parque Hernández es un ejemplo de paisajismo urbano que combina la vegetación mediterránea con el diseño arquitectónico. En su interior se encuentran diversos jardines, senderos y fuentes que hacen de este espacio un lugar de esparcimiento.

#### Fuente Lineal

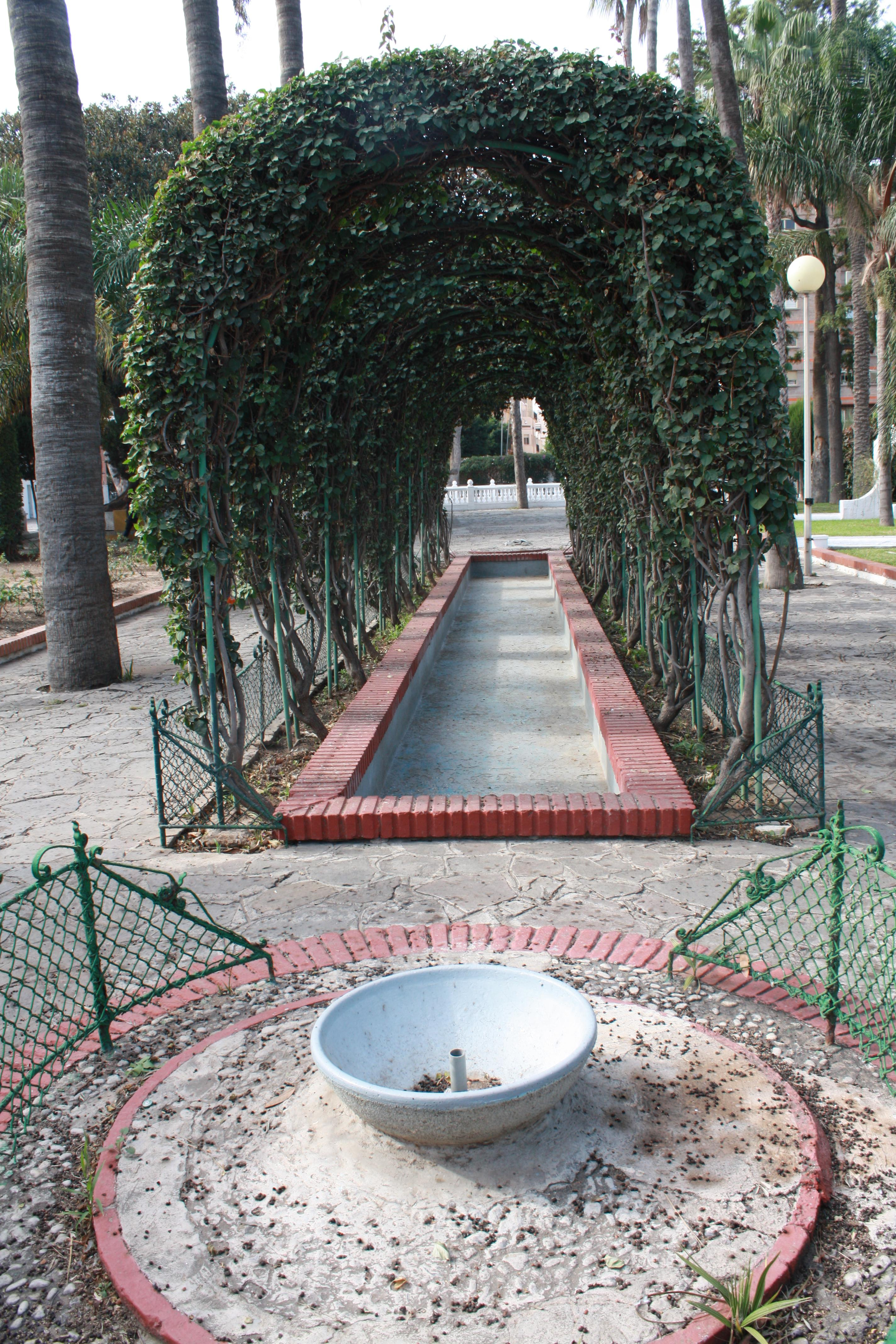
Fuente lineal

Situada en el sector suroeste del parque, la Fuente Lineal es una de las más emblemáticas. Su diseño moderno y estilizado la convierte en un punto de referencia visual dentro del parque. La restauración ha permitido recuperar su funcionamiento original, integrando tecnología contemporánea para mejorar su eficiencia y sostenibilidad.

#### Fuente Flor de Cala
Esta fuente, también ubicada en el sector suroeste, destaca por su diseño inspirado en la flor de cala, una planta ornamental. La rehabilitación ha respetado su estética original, incorporando elementos que realzan su belleza y armonizan con el entorno natural del parque.

#### Fuente de las Conchas

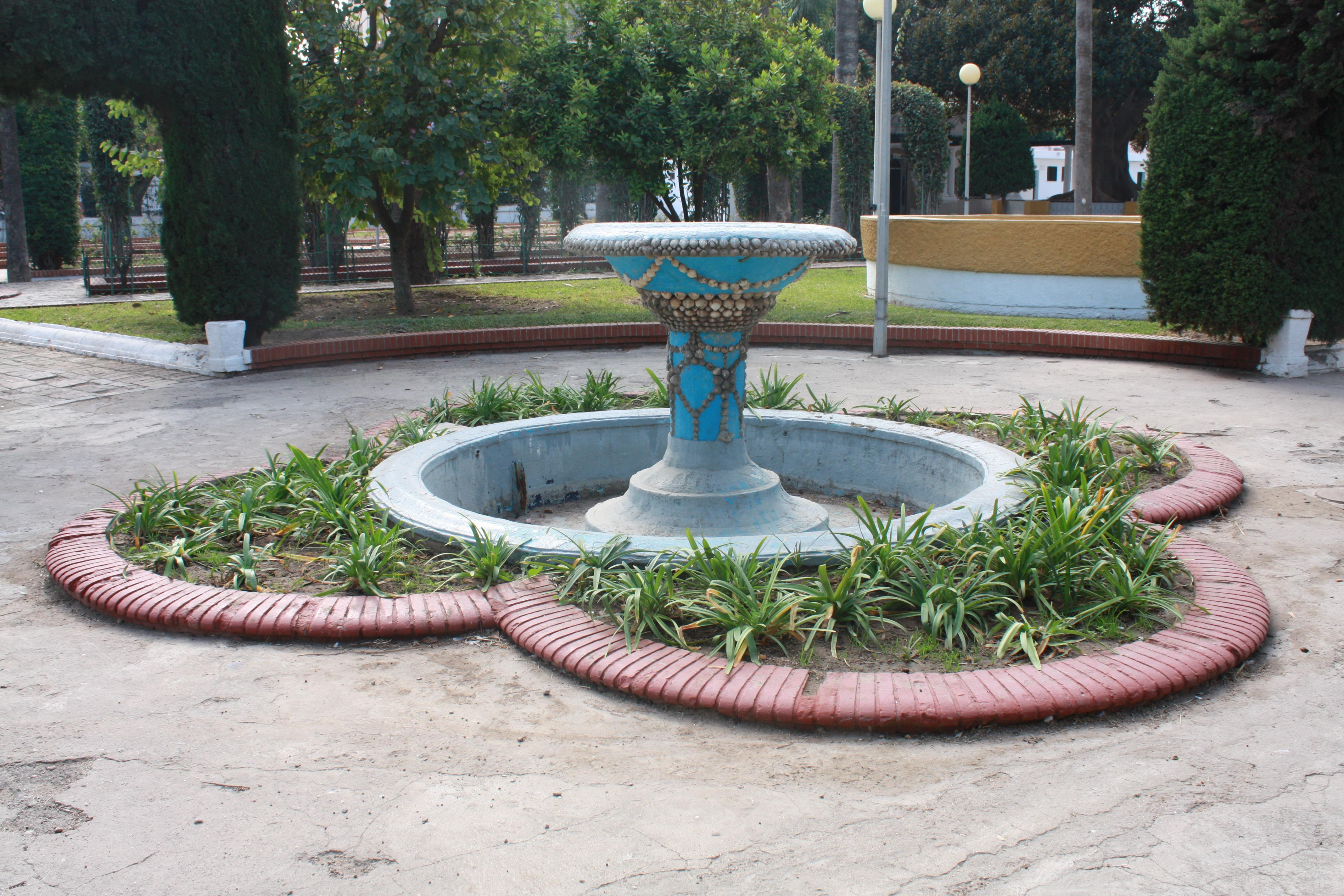
Fuente de las Conchas

La Fuente de las Conchas es otra joya arquitectónica del parque, reconocida por su diseño que incorpora elementos marinos, como conchas y caracolas. Esta fuente ha sido restaurada cuidadosamente para preservar su estilo decorativo y su función ornamental.

#### Fuente Columna de Espuma
Ubicada en el mismo sector que las anteriores, la Fuente Columna de Espuma es conocida por su estructura vertical que simula una columna de agua. La restauración ha permitido recuperar su aspecto original, asegurando su integración armónica con el paisaje circundante.

#### Fuentes Musicales y Cibernéticas

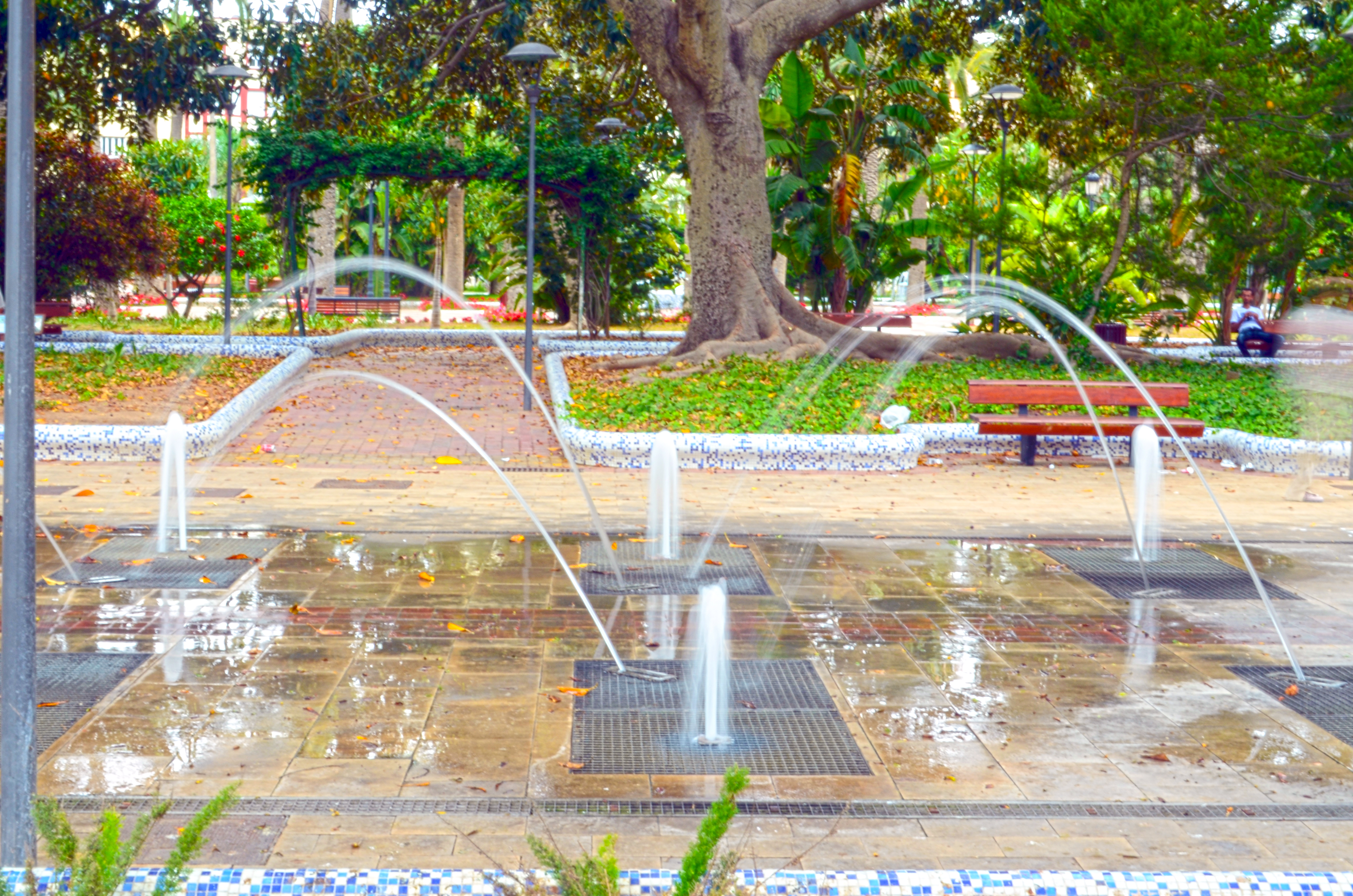
Fuente visitable

##### Jardín ovalado

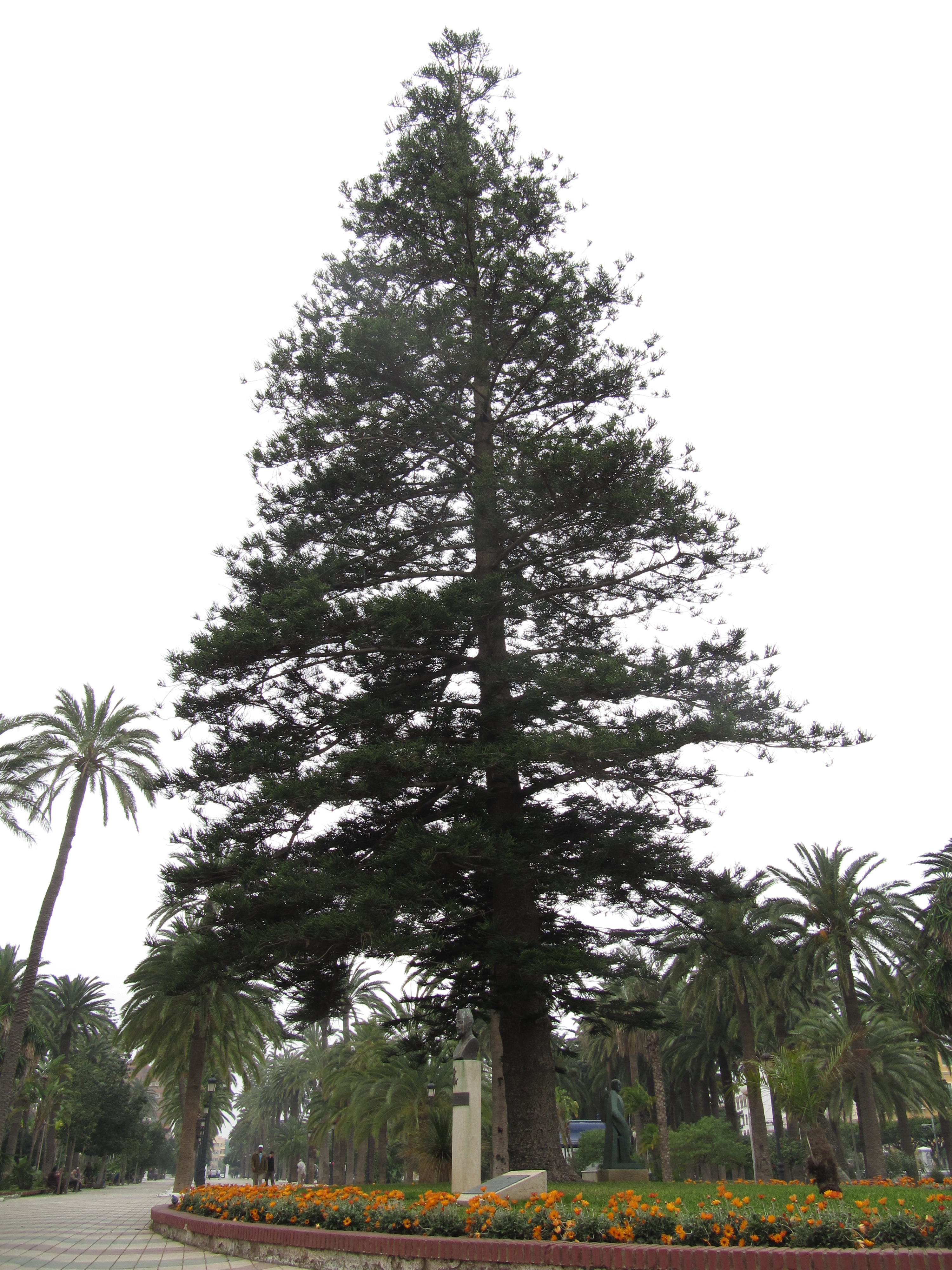
Jardín ovalado

##### Paseo central

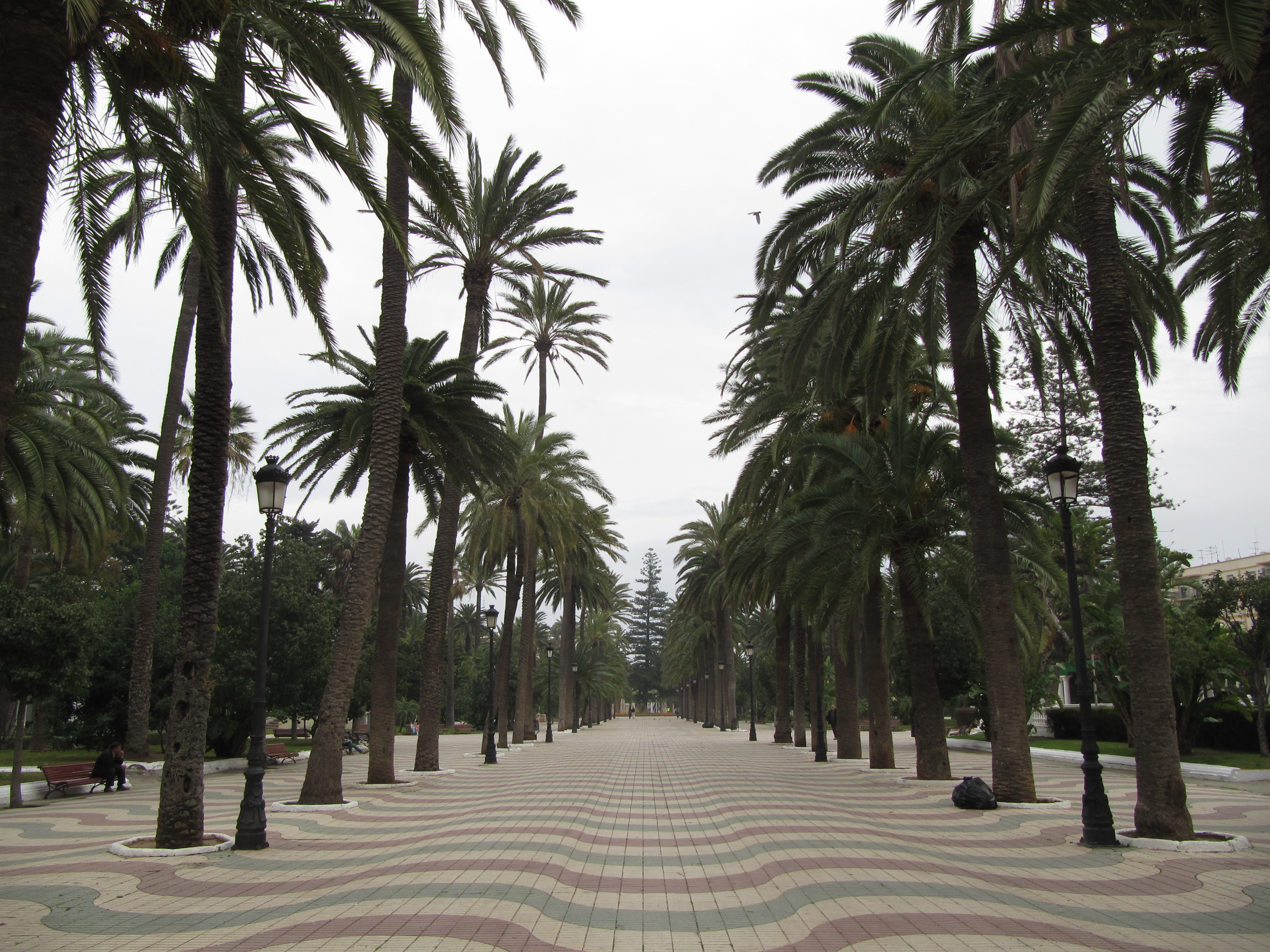
Paseo Central

### Monumentos conmemorativos

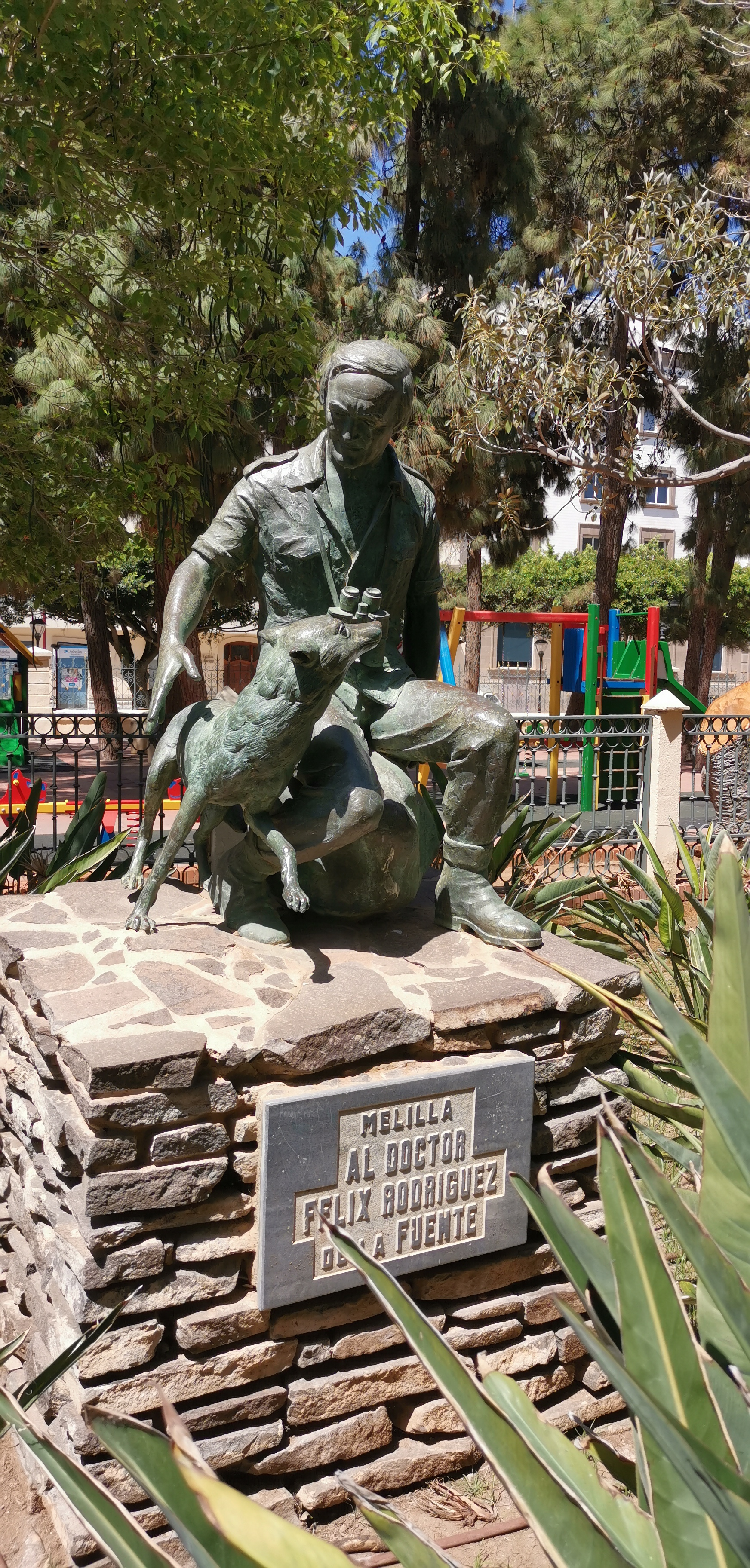

#### Monumento a Lope de Vega:

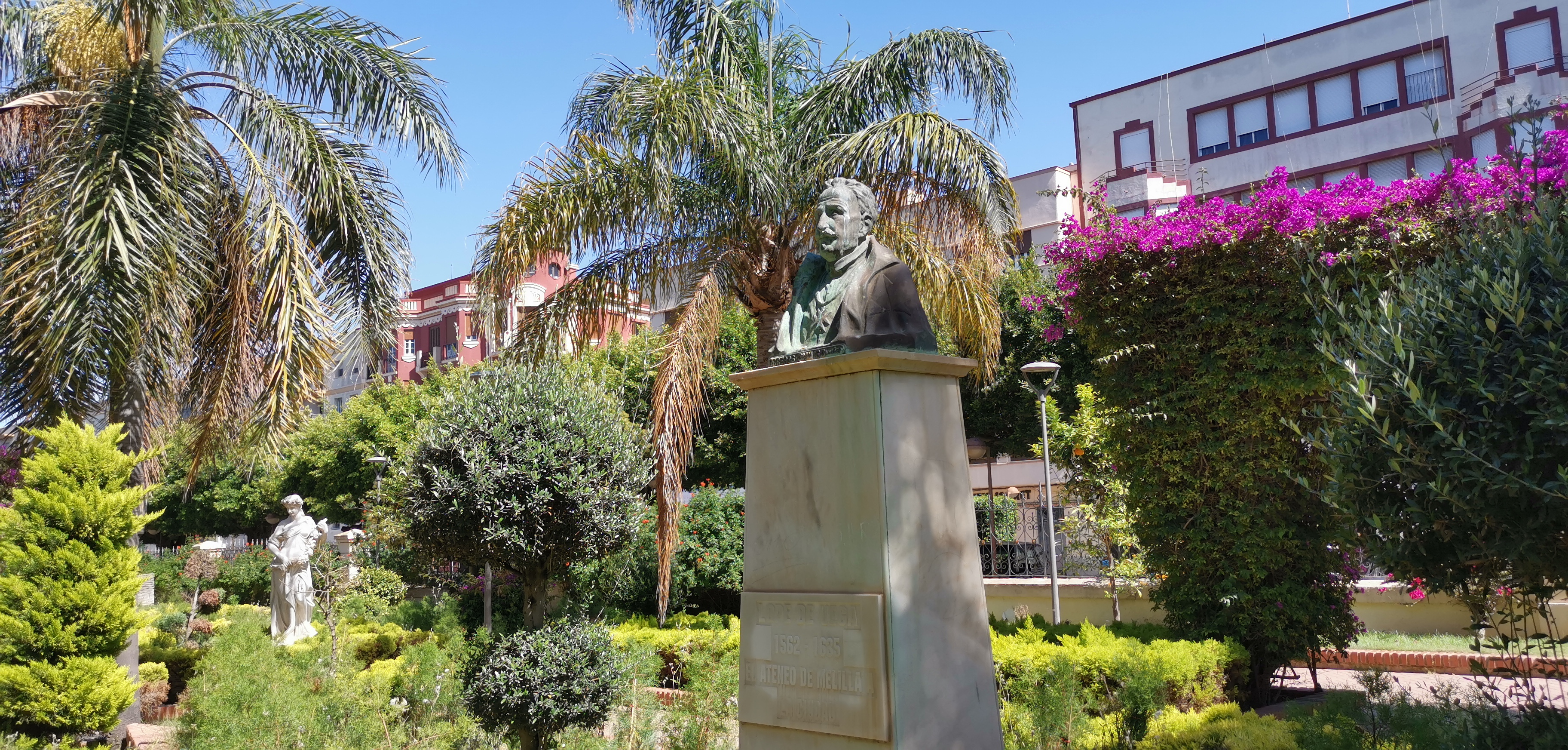
Monumento a Lope de Vega

#### Palmeras

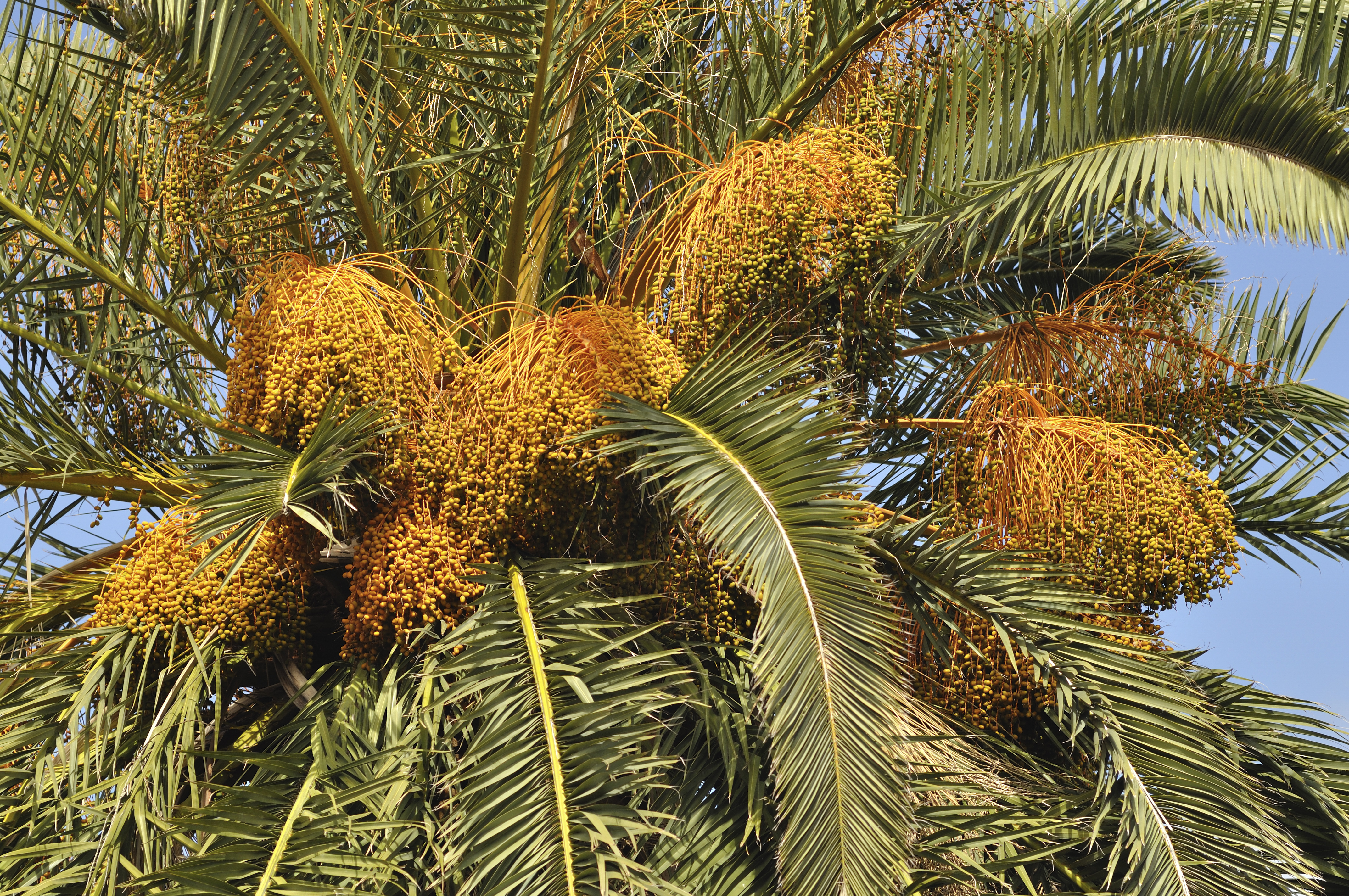
Palmera canaria

#### Árboles y especies notables

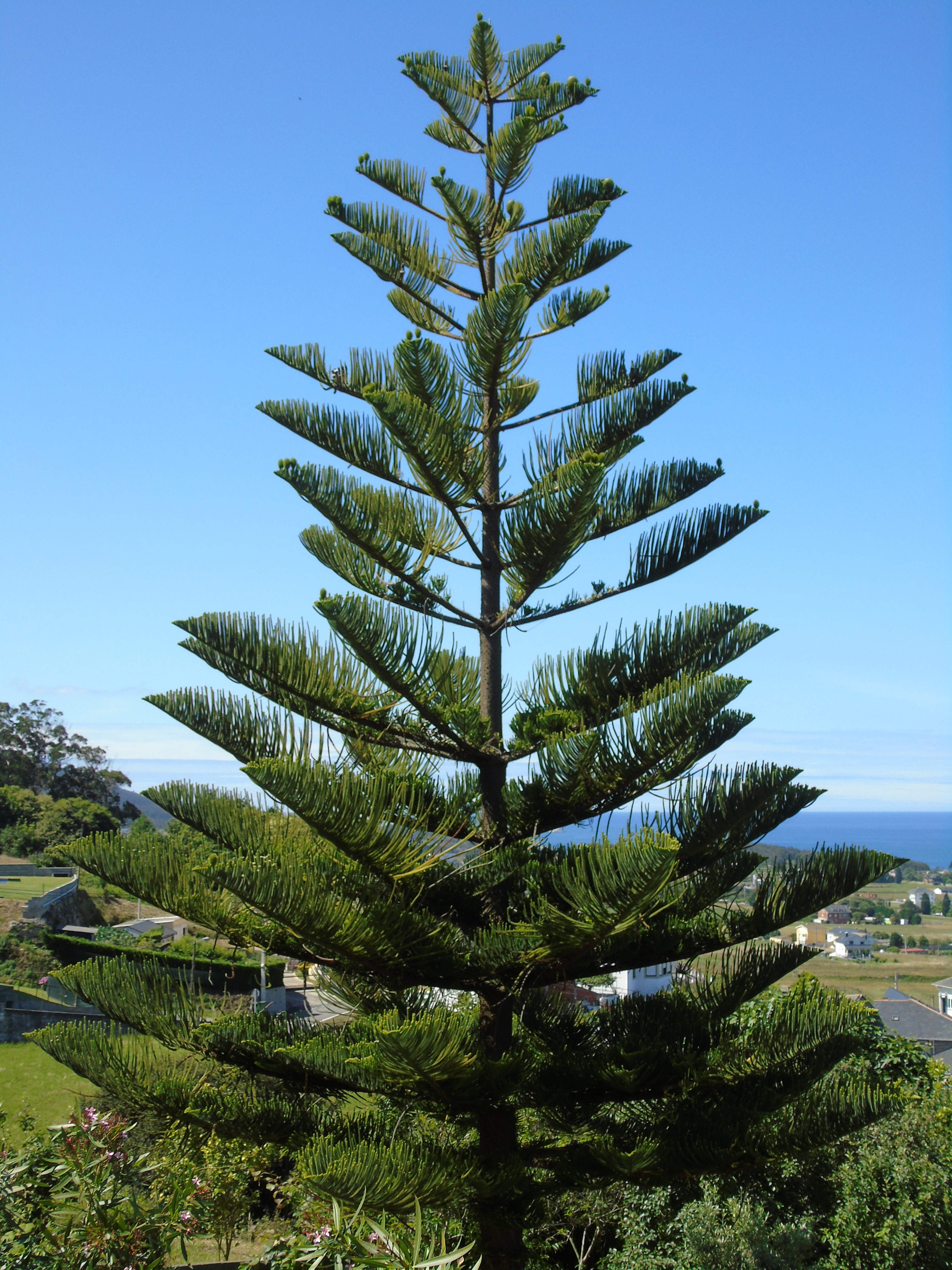
Araucaria

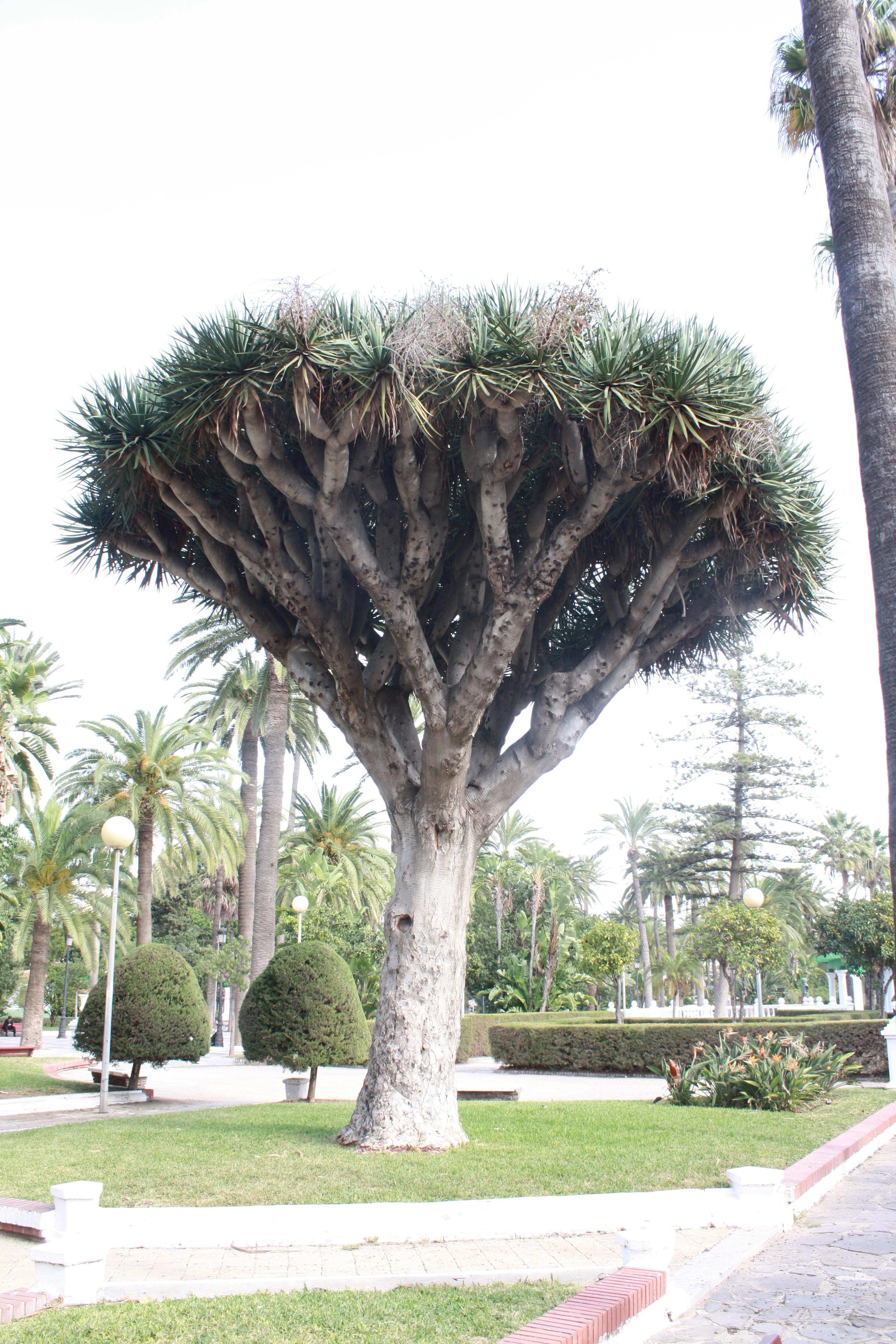
Drago canario

#### Aves

Paloma

#### Reptiles

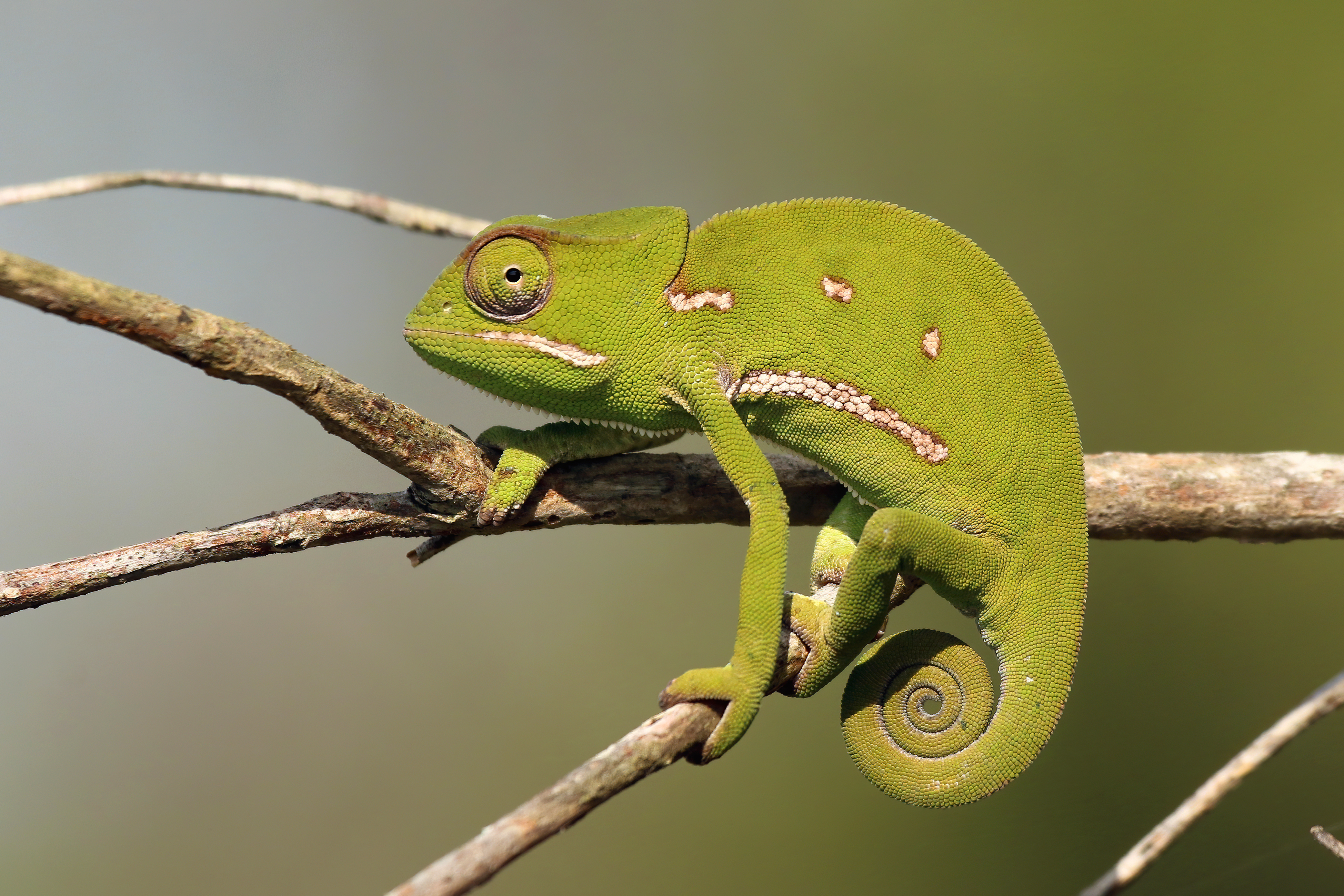
Camaleón